# Philosophical Gourmet Report
Der Philosophical Gourmet Report (auch bekannt als Leiter Report) ist ein fachspezifisches Hochschulranking von Brian Leiter bezüglich der Qualität Philosophischer Fakultäten in der englischsprachigen Welt.

## Zweck
Der Report gründet laut eigener Darstellung auf einer anonymen Online-Befragung von Philosophen, die von Leiters Sachverständigenrat als Gutachter nominiert wurden. Der Zweck des Reports ist die Beratung zukünftiger Ph.D.-Studenten, speziell derjenigen, die eine akademische Laufbahn im Bereich Philosophie einschlagen möchten. Die Namensgebung Gourmet Report ist auf Leiters Kritik des umstrittenen Gourman Report zurückzuführen. Das Ergebnis des Reports wurde erstmals 1989 veröffentlicht, 1996 erschien es zum ersten Mal online. Seit 1997 wird das Hochschulranking von Wiley-Blackwell publiziert.

## Befragung
Im Oktober 2011 wurden über 300 Philosophen weltweit online befragt. Die Befragung beinhaltete 99 Philosophische Fakultäten aus den USA, aus Kanada, Großbritannien, Australien und Neuseeland. Dabei wurden unter anderem die besten Programme jeder Region zur Evaluierung ausgewählt.
Im Report wird zwischen einem bereichsspezifischen und einem allgemeinen Hochschulranking differenziert, wobei die Summe der bereichsspezifischen Bewertungen die allgemeine Bewertung ausmacht. Letztere wird sowohl für die englischsprachige Welt als auch für ihre Einzelländer dargestellt.

## Rankingergebnisse (weltweit, allgemein, Top 10)
Fast alle weltweiten Spitzenplätze werden zurzeit von Hochschulen aus den USA belegt. Die New York University gilt als insgesamt beste Hochschule.
| Rang (2017–18) | Hochschule                            | Median | Land                   |
| -------------- | ------------------------------------- | ------ | ---------------------- |
| 1              | New York University                   | 4.9    | Vereinigte Staaten     |
| 2              | Oxford University                     | 4.5    | Vereinigtes Königreich |
| 2              | Rutgers University                    | 4.5    | Vereinigte Staaten     |
| 4              | Princeton University                  | 4.3    | Vereinigte Staaten     |
| 5              | University of Michigan                | 4.2    | Vereinigte Staaten     |
| 5              | University of Pittsburgh              | 4.2    | Vereinigte Staaten     |
| 7              | Yale University                       | 4.1    | Vereinigte Staaten     |
| 8              | Massachusetts Institute of Technology | 4      | Vereinigte Staaten     |
| 8              | University of Southern California     | 4      | Vereinigte Staaten     |
| 10             | Columbia University                   | 3.9    | Vereinigte Staaten     |
| 10             | Harvard University                    | 3.9    | Vereinigte Staaten     |
| 10             | Stanford University                   | 3.9    | Vereinigte Staaten     |
| 10             | University of California, Berkeley    | 3.9    | Vereinigte Staaten     |
| 10             | University of California, Los Angeles | 3.9    | Vereinigte Staaten     |
| 10             | University of Toronto                 | 3.9    | Kanada                 |

## Verfasser
Brian Leiter ist John P. Wilson Professor of Law und Director of the new Center for Law, Philosophy, and Human Values an der University of Chicago.  Er unterrichtet und forscht unter anderem in den Bereichen Moralphilosophie, Politische Philosophie und Rechtsphilosophie sowie im Bereich kontinentale Philosophie des 19. und 20. Jahrhunderts.